# Brad Kavanagh
Brad Lewis Kavanagh (Whitehaven, Cúmbria, Anglaterra, 21 d'agost de 1992) és un actor i cantautor anglès, més conegut per coprotagonitzar en Fabian Rutter a la sèrie estatunidenca de Nickelodeon, House of Anubis.

## Carrera d'actor
Brad Kavanagh va començar a actuar quan era un nen en un grup d'acció local a Cúmbria, fins que va esdevenir un gran èxit quan va debutar actuant al West End en Billy Elliot the Musical com el millor amic de Billy, Michael, a l'edat d'11 anys. Ell era un estudiant de l'institut de secundària catòlica de Sant Benet, a Whitehaven.

## Carrera de televisió
El 2008, en Brad Kavanagh va presentar el concurs de talents, My School Musical, al Disney Channel del Regne Unit. Participà en diverses pel·lícules angleses i en sèries. A mitjans del 2010, Brad Kavanagh fou escollit com a personatge principal masculí en un nou programa de televisió de Nickelodeon, La Casa d'Anubis, en que s'anomenà ''Fabian Rutter''. Bàsicament és conegut per co-protagonitzar les tres temporades d'aquesta sèrie estatunidenca i anglesa. Des de la seva aparició al programa, ha continuat treballant per Nickelodeon fent diversos projectes que asseguraren l'èxit de la sèrie. La Casa d'Anubis s'estrenà l'1 de gener de 2011 i després de l'èxit de la primera temporada, la segona temporada en Brad va repetir el seu paper com Fabian Rutter. Kavanagh va continuar el seu treball al programa una vegada que va ser renovada per a una tercera temporada, que va començar la seva producció a mitjans del 2012 i es va estrenar el gener de 2013 als EUA.

## Música
Brad Kavanagh ha fet moltes cançons, algunes de les quals es poden trobar al seu canal de YouTube, on publica portades i cançons originals. Algunes cançons es poden comprar a iTunes, mentre que altres es poden trobar durant tot YouTube. La primera de les seves cançons són: " As the Bell Rings " i " Right Time ". Totes dues van aparèixer en un canal de Disney, a intervals regulars durant tot el dia. L'abril de 2014 Brad realitzà diversos treballs a Hollywood. L'octubre del 2014 farà una gira de les seves cançons pel Regne Unit.

## Filmografia
- Life Bites (2009)
- House of Anubis (2011-2013)
- Touchstone of Ra (2013)